# قره‌داغ (سرده)
قره‌داغ (نام علمی: Nitraria) نام یک سرده از راسته افراسانان است.